# نیوبرلین، ایلینوی
نیوبرلین (به انگلیسی: New Berlin) یک روستا در ایالات متحده آمریکا است که در ایلینوی واقع شده‌است. نیوبرلین ۲٫۹۶ کیلومتر مربع مساحت و ۱٬۳۴۶ نفر جمعیت دارد و ۱۹۸٫۷۳ متر بالاتر از سطح دریا واقع شده‌است.